# Araniko
Araniko (népalais : अरनिको), Aniko ou encore Anige chinois : 阿尼哥 ; pinyin : ānígē), né en 1245 dans la vallée de Katmandou et décédé en 1306 à Khanbalik (ou Cambaluc, actuelle Pékin), est une importante figure des arts népalais au Népal, au Tibet, dans le Chine de la Dynastie Yuan et dans l'Empire mongol. C'est un Newar, une population du Népal présente depuis au moins le XIIe siècle dans la vallée de Katmandou.
Il est notamment l'architecte de la stupa blanche du Temple Miaoying, également appelé temple de la stupa blanche.

## Biographie
Né dans la vallée de Katmandou sous le règne d'Abhaya Malla de la Dynastie Malla, il est envoyé sous le règne de Jaya Bhim Dev Malla, sur un projet de construction de stupa d'or au Tibet, où il est initié à la vie monastique. Du Tibet, il part ensuite plus au nord de la Chine pour travailler à la cour de l'empereur mongol Kubilai Khan, fondateur de la dynastie Yuan (1279 – 1368) et régnant à Khanbalik ou Dadu (aujourd'hui Pékin). Araniko y apporte la tradition artistique trans-himalayenne afin d'influencer l'art chinois. Des années plus tard, sous la Chine dirigée par les Mongols, il retourne au laïcat et épouse une fille mongole. Il se marie également avec sept autres femmes avec, lesquelles il a en tout six garçons et huit filles.
Il meurt à Khanbalik en 1306.

## Hommages

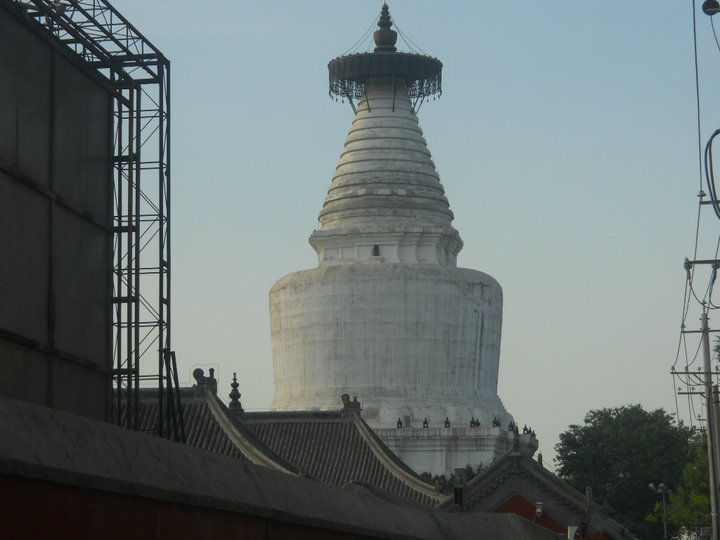
Chörten (ou stūpa blanche conçue par Araniko, à Pékin, dans l'actuel temple Miaoying

La partie népalaise de la route Lhassa – Katmandou, tronçon de la route asiatique AH42, est également appelée autoroute Araniko en hommage à cet artiste.

## Œuvres

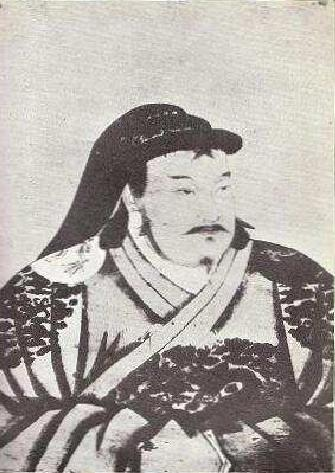
Portrait de Kubilai Khan par Araniko